# 柳和埙
柳和埙（1927年5月16日—2020年4月8日），中国小提琴演奏家，上海交响乐团首席（1954年－1992年）。

## 生平
1927年生于上海的一个音乐世家，从小学习中国民族乐器和西洋乐器。17岁考入国立上海音乐专科学校学习。1946年经谭抒真介绍加入上海市政府交响乐团，任小提琴演奏员。1954年到1992年，担任上海交响乐团首席。1994年应指挥家曹鹏的邀请，担任上海乐团交响乐队首席，直至1997年并入上海歌剧院。
2019年被检查出肝癌晚期。2020年4月8日下午在上海市徐汇区中心医院逝世。